# 假野芝麻属
假野芝麻属（学名：Paralamium）是唇形科下的一个属，为直立、多年生草本植物。该属仅有假野芝麻（Paralamium gracile）一种，分布于缅甸、越南及中国云南。

## 下属物种
本属包括以下物种：
- Paralamium griffithii (Hook.f.) Suddee & A.J.Paton, 2004，基异名：Plectranthus griffithii Hook.f.